# Bazaria
Bazaria es un género de pirálidos. Fue descrito por primera vez por Émile Louis Ragonot en 1887.
Se encuentra en China, Turkmenistán y España.

## Especies
- Bazaria djiroftella Amsel, 1959
- Bazaria dulanensis Y. L. Du & L. Yan, 2009
- Bazaria expallidella Ragonot, 1887
- Bazaria fulvofasciata Rothschild, 1915
- Bazaria gilvella (Ragonot, 1887)
- Bazaria lixiviella (Erschoff, 1874)
- Bazaria nomiella (Ragonot, 1887)
- Bazaria pempeliella Ragonot, 1893
- Bazaria polichomriella Amsel, 1970
- Bazaria ruscinonella Ragonot, 1888
- Bazaria sieversi (Christoph, 1877)
- Bazaria turensis Ragonot, 1887
- Bazaria umbrifasciella (Ragonot, 1887)
- Bazaria venosella Asselbergs, 2009